# Fortaleza de Arabat

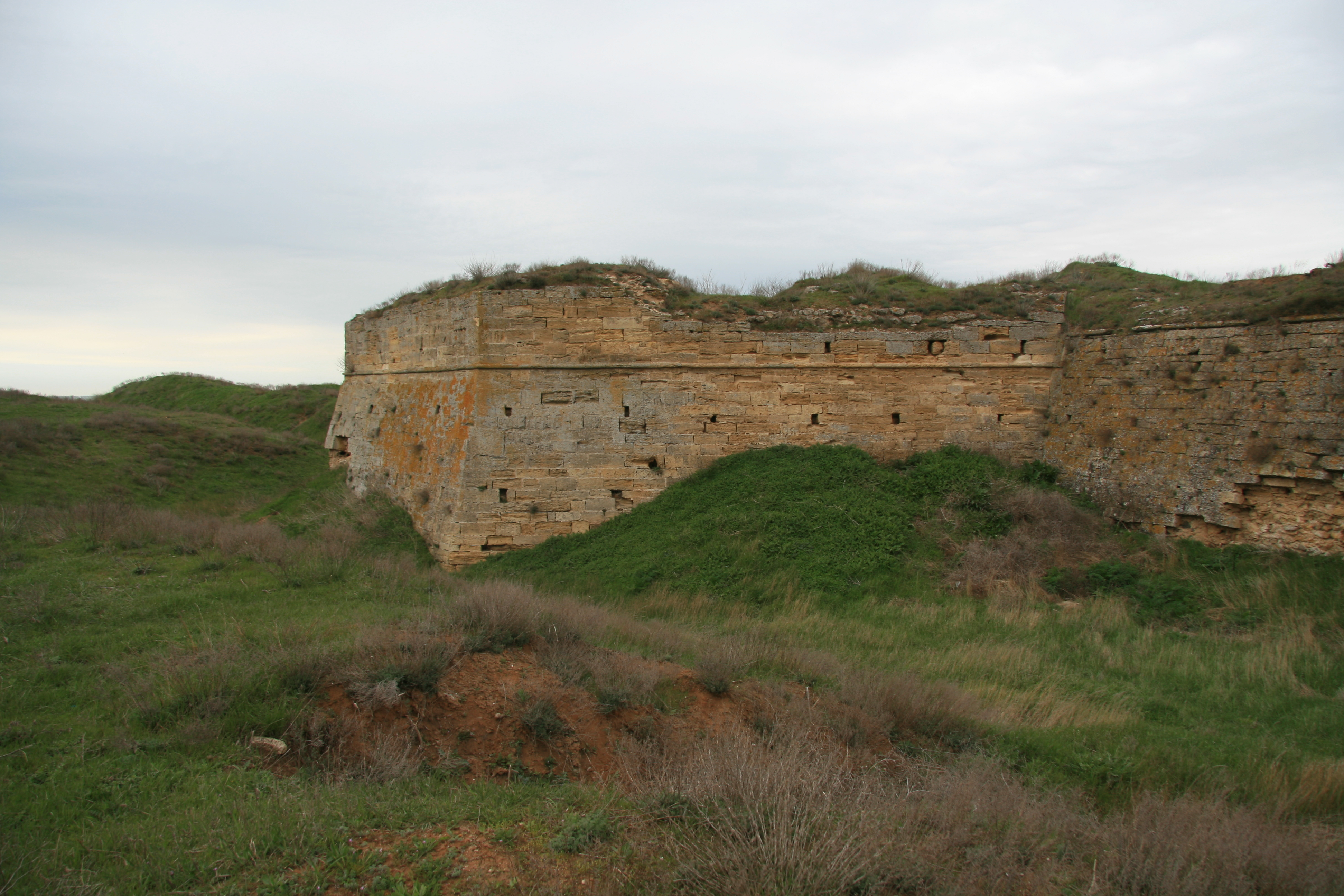
Um dos baluartes da fortaleza em 2011

A fortaleza de Arabat, (em ucraniano:  Арабатська фортеця, transl. Arabatska fortetsia; em russo:  Арабатская крепость, transl. Arabatskaia krepost; em turco:  Arabat kalesi) é a única fortaleza otomana na costa do mar de Azov, na parte mais ao sul da ponte terrestre de Arabat, Crimeia. Construída no século XVII, o seu propósito era proteger o cordão e a Crimeia de invasões. A fortaleza foi usada, com intervalos, até à Guerra da Crimeia de 1853-1856.

## Etimologia
O nome "Arabat" é originário do árabe "rabat" que significa "posto militar" ou "rabad" que significa "subúrbio". O nome da fortaleza é a origem do nome da ponte terrestre de Arabat.

## História

### Antiguidade
Durante a antiguidade, perto do local onde está a fortaleza, estava um templo dedicado a Hércules. Há evidências de que uma fortificação estava no local durante a época do Reino do Bósforo (o reino existiu entre o século V a.C. e século IV d.C.).

### Período otomano
Em 1475, os turcos invadiram as colónias de Génova na Crimeia, levando à captura e destruição das fortalezas genovesas na península. Os turcos construíram ou reconstruíram fortalezas em todos os pontos estrategicamente importantes da península, sendo as suas principais fortalezas Or Qapi em Perekop, Arabat, Yeni-Kale no estreito de Querche, Gözleve e Cafa.
A fortaleza foi provavelmente construída na segunda metade do século XVII pelo exército turco e foi retratada pela primeira vez em um mapa compilado por Jacob von Sandrart em 1651. Este mapa foi baseado em material coletado pelo engenheiro militar e cartógrafo francês, Guillaume Le Vasseur de Beauplan no mesmo ano. O viajante turco Evliya Çelebi, também escreveu sobre Arabat ao descrever a Táurica. Ele escreveu que a fortaleza foi construída durante o reinado do Cã Mehmed II Giray e deveria servir para bloquear o caminho para a Crimeia pelos exércitos russo, zaporíjia, polaco e calmuque.
A fortaleza tinha um design militar relativamente avançado, era em forma octogonal com paredes de pedra de 3 metros de espessura, e cercada por uma parede de barro e um fosso. A fonte de pedras para a construção e posterior reconstrução da fortaleza foram as pedreiras de Ak-Monay, que estão localizadas 4 km a leste da fortaleza. Continha cinco torres e dois portões e várias fileiras de balestreiros nas faces leste, norte e oeste que foram projetadas para vários tipos de artilharia.
Em 1737, durante a Guerra Russo-Turca de 1735–1739, o marechal de campo Peter Lacy com 40 000 soldados, construiu uma ponte sobre o Sivash contra a foz do rio Salgir, contornando a fortaleza de Arabat e conseguiu invadir livremente a península da Crimeia, derrotando o exército do Cã Fetih II Giray em duas batalhas em 12 e 14 de junho.
Considerando que a fortaleza era difícil de conquistar quando devidamente defendida, a sua localização remota da Turquia significava que a sua guarnição estava muitas vezes com falta de pessoal. Em 1771, durante a Guerra Russo-Turca de 1768–1774 a fortaleza de Arabat foi conquistada pelo exército russo sob o comando de Vasily Dolgorukov. O destacamento do cnezo Fiodor Šcherbatov, cruzou o estreito de Henichesk até ao cordão de Arabat em 13 de junho em uma ponte de barcos entregues da frota com 10,7 metros e moveu-se para sul ao longo do cordão de 106,7 km e fazendo uma transição de 46,9 km em 17 de junho, aproximou-se de Arabat à noite e, apesar de uma passagem tão grande, à noite ele se preparava para um ataque e tomou posse da fortaleza por um assalto.

### Domínio russo

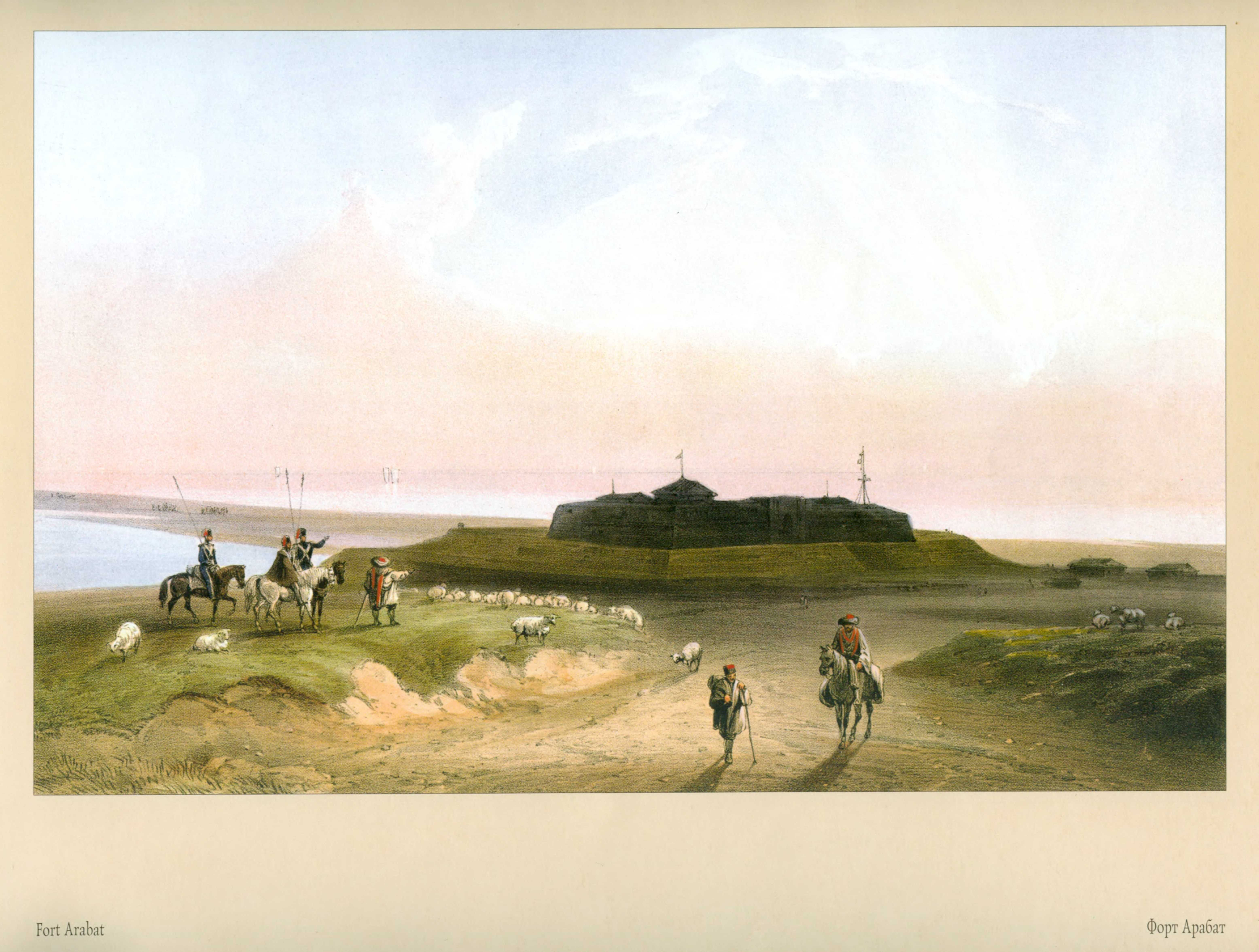
Pintura da fortaleza de Arabat em 1840 por Carlo Bossoli

A fortaleza foi abandonada depois da Crimeia tornar-se parte da Rússia em 1783, mas depois foi reformada e usada pelos russos durante a Guerra da Crimeia de 1853-1856 para defender a costa da Crimeia. Após a guerra, a fortaleza foi novamente abandonada e as suas muralhas foram usadas como fonte de pedra pelo povo da pequena vila vizinha de Arabat. A ponte terrestre de Arabat viu novamente batalhas pesadas em 1920 durante a operação Perekop-Chongar, Guerra Civil Russa e entre 1941 e 1944 durante a Segunda Guerra Mundial.
Desde a anexação da Crimeia à Federação Russa em 2014, a fortaleza foi reocupada por forças militares russas.

## Na cultura popular
- Em 1968, algumas cenas de um famoso filme soviético, Slujili dva tovarishcha (em russo:  Служили два товарища), foram filmadas na fortaleza.[1]